# Incaeromene
Incaeromene là một chi bướm đêm thuộc họ Crambidae.